# بوستان خطی

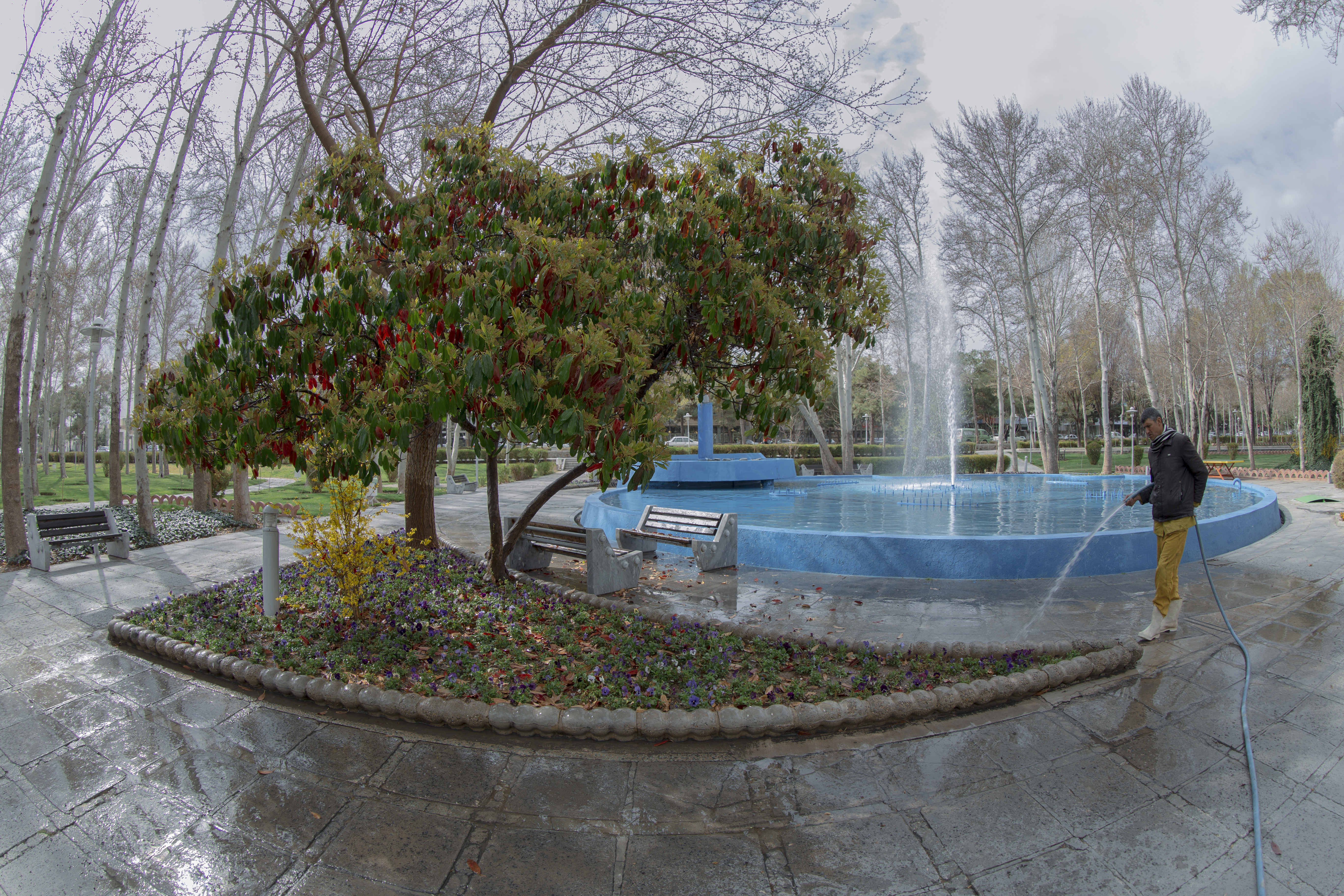
بوستان جنگلی ناژوان از نمونه بوستان‌های خطی که در امتداد رودخانه زاینده رود به مساحت ۱۲۰۰ هکتار قرار دارد

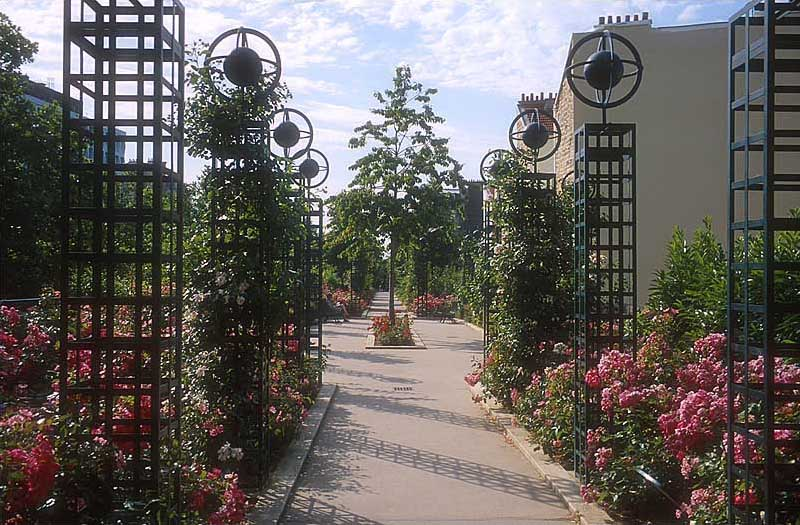
تفرجگاهی با ۴٫۷ کیلومتر طول در منطقه پاریس، فرانسه.

طرح زمرد گردنبندبوستون آمریکا در سال ۱۸۹۴

بوستان طولی یا بوستان خطی به هر نوع بوستان در مناطق شهری یا برون‌شهری گفته می‌شود که طول آن بسیار بیشتر از عرض آن باشد. چنین بوستان‌های ممکن است در حاشیه خیابانها، ریل‌های راه‌آهن و مسیرهای پیاده‌روی یا رودخانه‌ها ایجاد شوند. حاشیه کانالهای آب، نهرهای روان، دیوار دفاعی شهرها، امتداد خطوط برق و نیز حاشیه بزرگراه و امتداد ساحل از جاهایی هستند که مناسب ایجاد بوستان‌های خطی هستند. به این بوستان ها مسیر سبز هم گفته می‌شود. در استرالیا، بوستان خطی در امتداد ساحل با عنوان foreshoreway (پیش ساحلی) شناخته می‌شوند.

## نمونه‌ها
احتمالاً اولین نمونه از بوستان‌های خطی، بوستان گردنبند زمرد است که با مساحت ۱٬۱۰۰ جریب فرنگی (۴٫۵ کیلومتر مربع) یا ۴۴۵ هکتار، زنجیره‌ای از باغ راه‌ها بوده است.

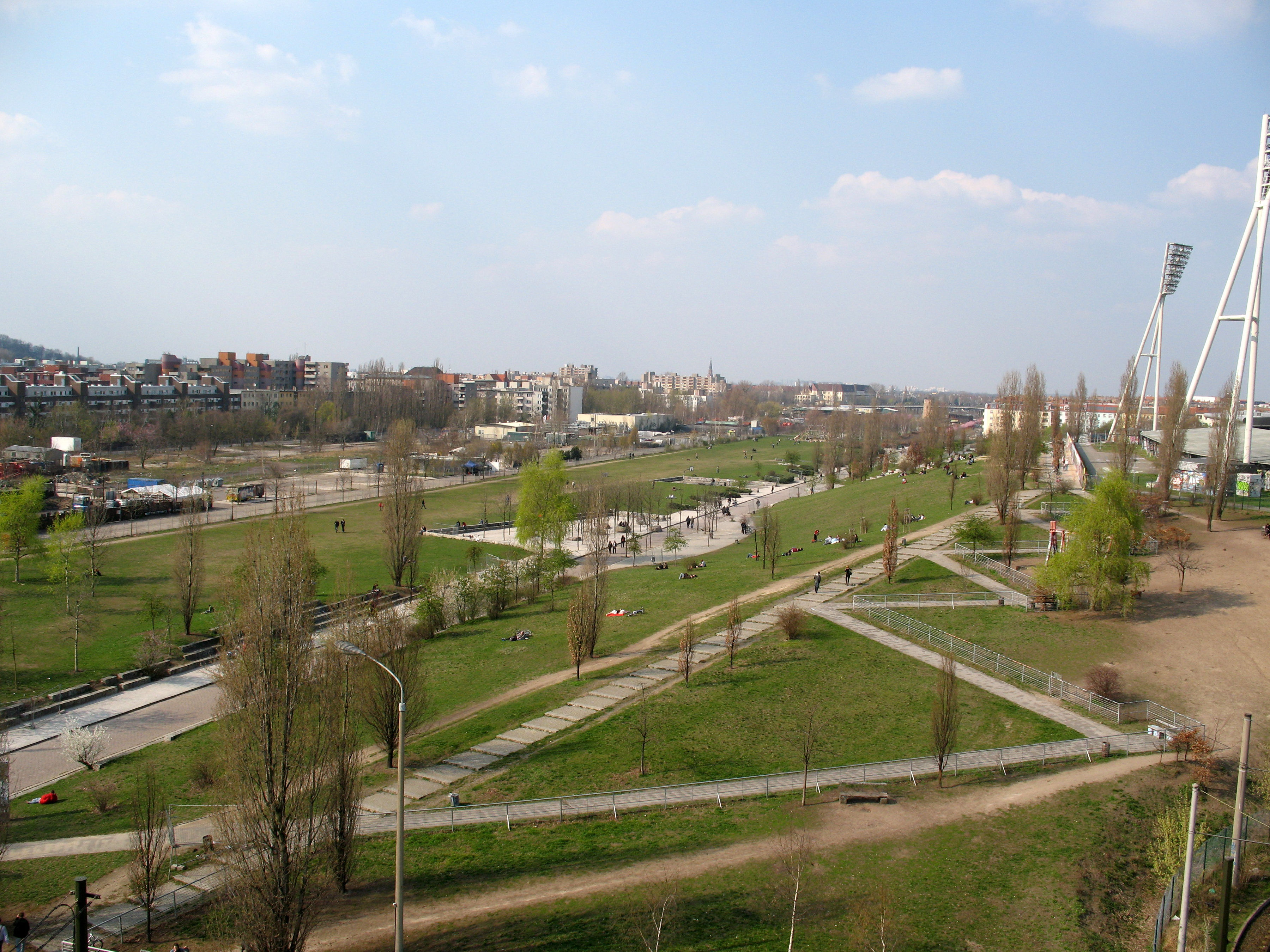
Mauerpark در برلین در آلمان

در انگلستان نیز بوستان‌های طولی در امتداد آبراهه‌ها ایجاد شده‌اند و به ویژه برای دشتهای سیلابی گزینه‌های مناسبی هستند.

## لیست بوستان خطی

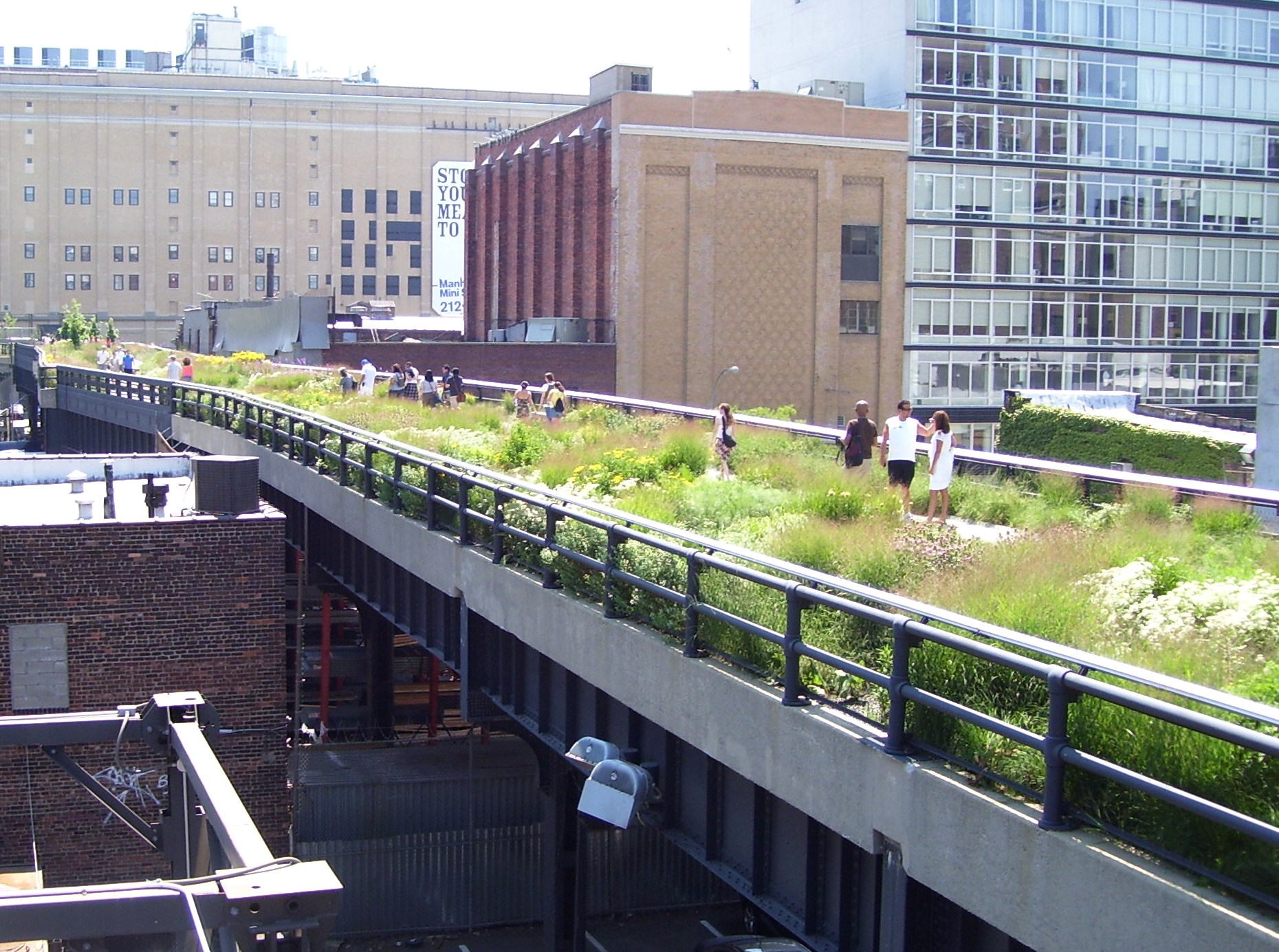

### اروپا

#### فرانسه
- تفرجگاه plantéeهای پاریس

#### ایتالیا
- parco regionale Appia antica

بوستان آپپیا انتیکا بزرگ‌ترین بوستان شهری اروپا است که از مرکز شهر رم تا به حومه جنوب شرقی این شهر کشیده شده

#### ایرلند
- [https://web.archive.org/web/20161013051034/http://www.sdcc.ie/services/parks-and-recreation/parks/dodder-valley-linear-park تلو تلو خوردن ولی خطی بوستان‌های دوبلین

#### پرتغال
- Tagus خطی بوستانهای پووا د سانتا ایریا (رودخانه Tagus)

#### اسپانیا
- Sagera خطی بوستان، بارسلونا،
- Turia باغ (جردین دلم Turia)با والنسیا

#### بریتانیا
- برامپتون دره راه در Northamptonshire و Leicestershireهای انگلستان
- Hogsmill رودخانه پارکلندن
- Mile End بوستان‌های شرق لندنانگلستان

### آمریکای شمالی

#### کانادا
- Beltline خطی بوستان و غرب تورنتو Railpathهای تورنتوهای انتاریو
- Grand تلاقی چند خیابان یا جاده (سنت جان) با Newfoundland: یک گردشگاه سیستم با خطی بوستان
- Parc linéaire de la ریویر Saint-Charles, کبک سیتی، کبک
- Strathcona بوستان خطی، Vancouver, British Columbia

#### ایالات متحده آمریکا
- Blue Ridge Parkway, North Carolina and Virginia
- Embarcadero, San Francisco, California
- Pastor Willie James Ford, Sr. Linear Park, Deerfield Beach, Florida[۹]
- Alewife Linear Park, Massachusetts
- Charles River Esplanade, Boston, Massachusetts
- East Boston Greenway, Boston, Massachusetts
- Rose Kennedy Greenway, Boston, Massachusetts
- The 606 (Bloomingdale Trail), Chicago, Illinois
- Burnham Greenway, Chicago, Illinois
- Dequindre Cut, Detroit, Michigan
- High Line Park, New York City
- Ocean Parkway, New York City
- Eastern Parkway, New York City
- Mosholu Parkway, The Bronx, New York City
- Pelham Parkway, The Bronx, New York City
- Vanderbilt Motor Parkway, Queens, New York City
- Hudson River Park, New York City
- Midtown Greenway and trails network of Minneapolis, Minnesota
- James River Park System, Richmond, Virginia[۱۰]
- Washington & Old Dominion Railroad Regional Park, Northern Virginia
- San Antonio River Walk, San Antonio, Texas
- The Loop, Tucson, Arizona

### آسیا
- پل طبیعت، ایران

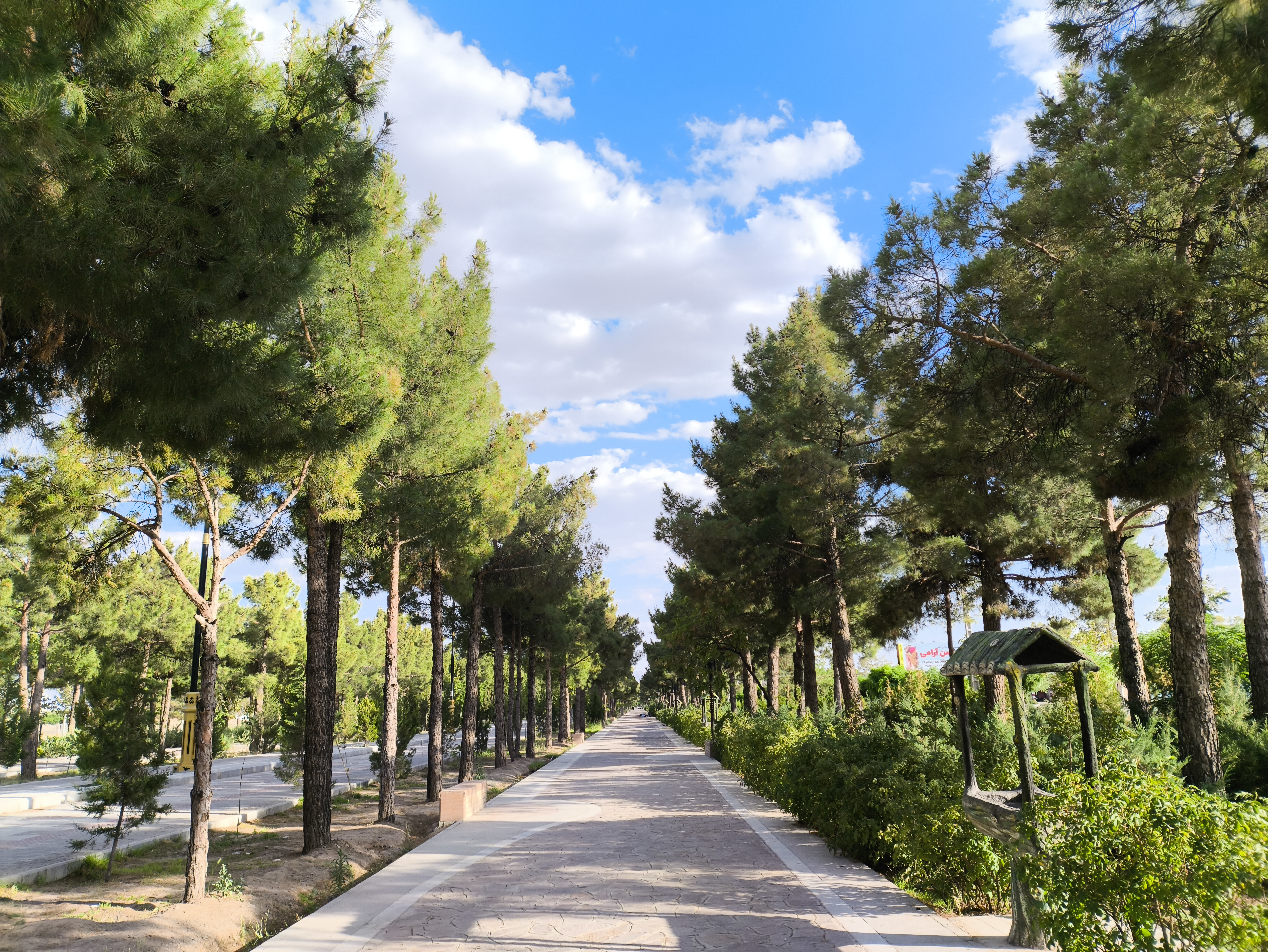
بوستان خطی سید مرتضی با ۴ کیلومتر طول در کاشمر

- پلازا Morionesهای مانیلهای فیلیپین
- بوستان خطی سید مرتضی، کاشمر، ایران

### استرالیا
- استرلینگ خطی پارکدر نزدیکی آدلاید
- Sturt رودخانه خطی پارکدر نزدیکی آدلاید
- کالا خطهای سیدنی
- تورنس بوستان‌های هطی آدلاید